# サザンクロス・レビューII
『サザンクロス・レビューII』は宝塚歌劇団の舞台作品。星組公演。形式名は「ダンシング・ファンタジー」。24場。
作・演出は草野旦。併演作品は『花の業平』。

## 解説
※『宝塚歌劇100年史（舞台編）』の宝塚大劇場公演のページを参考にしている。
1997年に花組で上演されたパワフルなダンシングショーである『サザンクロス・レビュー』を、香寿たつき率いる新生星組に向けて一新し、更にスケールアップして新作としてお届けした。南アメリカの夜空に輝くサザンクロス（南十字星）。その下で営まれる様々な人間模様を、力溢れるダンスナンバーで綴った、人間讃歌のファンタジー・ショー。

## 公演期間と公演場所
- 2001年11月16日 - 12月23日　東京宝塚劇場[1]
- 2002年2月2日 - 2月21日　中日劇場[2]

## スタッフ
※東京・中日共通。
- 作曲・編曲：高橋城/鞍富真一/宮川彬良
- 編曲：宮原透
- 音楽指揮：清川知己
- 振付：羽山紀代美/尚すみれ/名倉加代子/上島雪夫/伊賀裕子
- 装置：大橋泰弘
- 衣装：任田幾英
- 照明：勝柴次朗
- 音響：切江勝
- 小道具：石橋清利
- 効果：宮廻みさよ
- 演出助手：児玉明子/舟田太一
- 音楽助手：青木朝子
- 振付助手：若央りさ
- 装置補：新宮有紀
- 装置助手：國包洋子
- 衣装補：河底美由紀
- 舞台進行：恵見和弘
- 舞台美術製作：株式会社宝塚舞台
- 演奏コーティネート：ダット・ミュージック
- 制作：福嶋康徳

## 特別出演（東京）
※所属組は2001年当時のもの
- 初風緑（専科所属）[1]
- 汐風幸（専科所属）[1]
- 彩輝直（専科所属）[1]

## 主な配役

### 東京
- カリオカの男S、ビートル、フェスタの男S、ホーリーダンサー、ノニーノ、パレードの歌手・男S - 香寿たつき[1]
- カリオカの女S、χ'masシンガー女S、フェスタの女S、ファニータ、パレードの歌手・女S - 渚あき[1]
- カリオカの男A、ラテンの男S、χ'masシンガー男、ベルナルド、フラーマ男、パレードの男A - 初風緑[1]
- カリオカの男A、χ'masシンガー男、クラプキ、フラーマ男、パレードの男A - 汐風幸[1]
- カリオカの男A、ロータス、リフ、フラーマ男、パレードの男A - 彩輝直[1]
- カリオカの男A、カリオカの男A・シンガー、マンボNo.1、ラテンの男A、χ'masシンガー男、チノ、フラーマ男、パレードの男A - 安蘭けい[1]
- カリオカの男A、マンボマン、χ'masシンガー男、マリポサ・ソロシンガー、シルヴァ男、フラーマ男、パレードの男A - 夢輝のあ[1]

### 中日
- カリオカの男S、ビートル、ホーリーダンサー、フェスタの男S、ノニーノ、パレードの歌手男S - 香寿たつき[3]
- カリオカの女S、χ'masシンガー女S、ファニータ、パレードの歌手女S - 渚あき[3]
- カリオカの男A、ラテンの男S、χ'masシンガー男、ベルナルド、フラーマ、パレードの男A - 初風緑[3]
- カリオカの男A、χ'masシンガー男、クラプキ、フラーマ、パレードの男A - 汐風幸[3]
- カリオカの男A、ロータス、リフ、フラーマ、パレードの男A - 彩輝直[3]
- カリオカの男A、マンボNo.1、ラテンの男A、χ'masシンガー男、チノ、フラーマ、パレードの男A - 安蘭けい[3]